# 1995 en numismatique
Chronologie de la numismatique
- 1994 en numismatique - 1995 en numismatique - 1996 en numismatique

Cet article présente les faits marquants de l'année 1995 en numismatique.

## Principaux événements numismatiques de l'année 1995

### Par dates

#### Mars
- 22 mars 1995 : 
  -  France : mise en circulation du billet de 500 francs Pierre et Marie Curie[1]

#### Décembre
- 12 décembre 1995 : 
  -  France : création du billet de 200 francs Gustave Eiffel[1]

#### Année
- France : émission des pièces commémoratives suivantes :
  - Pièce de 1 franc Institut de France
  - Pièce de 2 francs Louis Pasteur
  - Pièce de 5 francs Cinquantenaire de l'ONU
  - Pièce de 100 francs 8 mai 1945